# Myoleja montana
Myoleja montana är en tvåvingeart som beskrevs av Wang 1996. Myoleja montana ingår i släktet Myoleja och familjen borrflugor. Inga underarter finns listade i Catalogue of Life.